# El Morro del Tulcán
El Morro del Tulcán (littéralement Le nez du Tulcán) est une pyramide indienne située à Popayán en Colombie.
La pyramide fut construite lors de la période préhispanique entre 500 et 1600 ans av. J.-C. Sur cette pyramide une statue dédiée au Conquistador Sebastián de Belalcázar fut érigée.
El Morro del Tulcán est le principal site archéologique de Popayán.